# Cinquième circonscription de la Seine (Quatrième République)
La cinquième circonscription législative de la Seine (ou circonscription «Seine-Nord-Ouest») recouvrait les cantons de Boulogne-Billancourt, Puteaux, Colombes, Courbevoie, Neuilly-sur-Seine, Levallois-Perret, Asnières, Clichy, Saint-Ouen.
Cette délimitation s'est appliquée aux trois législatures de la Quatrième République française, de 1946 à 1958. Le département de la Seine comportait six circonscriptions, dont trois pour Paris et trois pour la banlieue, selon un découpage déjà en vigueur lors des élections des  Assemblées constituantes du 21 octobre 1945 et du 2 juin 1946.
Le mode d'élection est basé sur le suffrage universel direct à un tour, avec scrutin de liste proportionnel par circonscription et répartition des restes à la plus forte moyenne.
Dans la cinquième circonscription de la Seine sont pourvus 9 sièges de députés, sur la base d'un nombre d'électeurs inscrits en 1946 de 418 000, arrondi au millier supérieur.